# Klas Pontus Arnoldson
Klas Pontus Arnoldson, né le 27 octobre 1844 à Göteborg et mort le 20 février 1916 à Stockholm, est un écrivain, journaliste et homme politique suédois.
Fervent pacifiste, il reçoit en 1908 le prix Nobel de la paix avec Fredrik Bajer. Il est l'un des membres fondateurs et le premier président de la Ligue suédoise pour la paix et l'arbitrage (en) (Svenska freds- och skiljedomsföreningen).

## Biographie
Arnoldson devient commis des chemins de fer et accéda au poste de chef de gare de 1871 à 1881. Il quitte les chemins de fer et se consacre entièrement à la politique. En 1881, il est élu au riksdag, le parlement suédois.
Il tente de façonner l’opinion publique norvégienne et suédoise en faveur d’un règlement pacifique. Il a également écrit des articles journalistiques tels que « La paix mondiale est-elle possible ? », « La religion à la lumière de la recherche » et « L'espoir des siècles ».